# Felipe Sánchez-Román y Gallifa
Felipe Sánchez-Román y Gallifa (Madrid, 12 de març de 1883 - Mèxic DF, 21 de gener de 1956) fou un polític i jurista espanyol. Estudià dret i des de 1916 ocupà la càtedra de Dret Civil a la Universitat Complutense de Madrid. Era fill del ministre del mateix nom

## Biografia
Va començar la seva activitat política durant el final de la dictadura de Miguel Primo de Rivera abandonant la seva càtedra universitària per mostrar la seva oposició al règim el 1929. Va participar en l'Agrupación al Servicio de la República i passa a participar activament en el moviment republicà, participant en el Pacte de Sant Sebastià i defensant Largo Caballero en el judici contra el Govern republicà clandestí.
L'abril del 1931 va ser elegit diputat independent per Madrid participant en diverses comissions en les Corts, especialment en la Constitucional, en l'avantprojecte de la Llei Electoral i en les discussions sobre els estatuts regionals. A més va presidir la Comissió de la Reforma Agrària. En 1934 va fundar el Partit Nacional Republicà de caràcter moderat. Per a les eleccions de 1936 es va unir en principi al Front Popular. No obstant això després de l'entrada del Partit Comunista en aquesta coalició, l'abandona i deixa el lideratge del seu partit.
El 19 de juliol de 1936 va ser nomenat ministre sense cartera al govern que durant unes hores va presidir Diego Martínez Barrio.
La depuració com a catedràtic pel govern franquista, sense lloc a procés contradictori algun, es va produir mitjançant Ordre Ministerial de febrer de 1939, al costat d'altres catedràtics:
| «                                                               | ... se separa definitivament per ser pública i notòria la desafecció dels catedràtics universitaris que s'esmentaran al nou règim implantat a Espanya, no solament per les seves actuacions a les zones que han sofert i en les quals sofreixen la dominació marxista, sinó també per la seva pertinaç política antinacionalista i antiespanyola en els temps precedents al Gloriós Moviment Nacional. L'evidència de les seves conductes pernicioses per al país fa totalment inútils les garanties processals que, en un altre cas constitueixen la condició fonamental en tot enjudiciament, i per això, aquest Ministeri ha resolt separar definitivament del servei i donar de baixa en els seus respectius escalafons als senyors:Luis Jiménez de Asúa, Fernando de los Ríos Urruti, Felipe Sánchez Román i José Castillejo Duarte, catedràtics de Dret; José Giral Pereira, catedràtic de Farmàcia; Gustavo Pittaluga Fattorini i Juan Negrín López, catedràtics de Medicina; Blas Cabrera Felipe, catedràtic de Ciències; Julián Besteiro Fernández, José Gaos y González-Pola i Domingo Barnés Salinas, catedràtics de Filosofia i Lletres, tots ells de la Universitat de Madrid. Pablo Azcárate Flórez, Demófilo de Buen Lozano, Mariano Gómez González i Wenceslao Roces Suárez, catedràtics excedents de Dret | » |
| — Ordre del 3 de febrer de 1939, Ministeri d'Educació Nacional. | |   |

Després de la Guerra Civil va haver de partir a l'exili. Va marxar a Mèxic on pas a ocupar un càrrec d'assessor de la presidència mexicana a més d'exercir de docent a la UNAM. Allí va fundar l'Institut de Ciències Jurídiques.